# Кметове на Копривщица
Списък на кметове, тричленни комисии и председатели на Градския Народен Съвет на град Копривщица от Освобождението на града на 29 декември 1877 година и впоследствие.
Преди Освобождението на града на 29 декември 1877 г. от отряда на полковник Дмитрий Комаровски, населението на Копривщица е представлявано пред турските власти от т.нар. векилин (Мемлекет векили). Един такъв е бил дядото на Димитър и Евлампия Векилови, чието родово име произхожда от поста, който е заемал техния праотец.По време на Априлското въстание за около десетина дена градът е управляван от членовете на революционния комитет на ВРО.
В дните непосредствено след приключване на военните операции по отстраняването на аскера и башибозука, окупирал Копривщица и за осигуряването на бъднините на селището, след църковна служба руснаците свикват гражданството за избиране на общинско управление. За първи кмет на града на 14 януари 1878 г. е избран уважаваният от всички възрожденски учител Христо Попмарков.

## Списък
| №  | Управление (период)   | Кмет (имена)      | Бележки                                               |
| -- | --------------------- | ----------------- | ----------------------------------------------------- |
| 1  | 14 януари 1878 – 1879 | Христо Попмарков  | избран на общо събрание на гражданите                 |
| 2  | 1879 – 1883           | Лука Бенев        | кмет                                                  |
| 3  | 1883 – 1888           | Рашко Сарълиев    | кмет                                                  |
| 4  | 1888 – 1901           | Христо Каравелов  | кмет                                                  |
| 5  | 1892 – 1893           | Петко Кесяков     | кмет, първи мандат                                    |
| 6  | 1894                  | Никола Цаков      | кмет                                                  |
| 7  | 1894                  | Костадин Белчев   | кмет, първи мандат                                    |
| 8  | 1894                  | Петко Кесяков     | кмет, втори мандат                                    |
| 9  | 1895 – 1896           | Костадин Белчев   | кмет, втори мандат                                    |
| 10 | 1897 – 1898           | Христо Зайков     | градски агент                                         |
| 11 | 1898                  | Иван Лютов        | кмет                                                  |
| 12 | 1899 – 1902           | Рашко Куйлеков    | кмет                                                  |
| 13 | 1903 – 1907           | Христо Кесяков    | кмет, първи мандат                                    |
| 14 | 1908 – 1912           | Димитър Събев     | кмет                                                  |
| 15 | 1912 – 1915           | Христо Кесяков    | кмет, втори мандат                                    |
| 16 | 1916 – 1917           | Петко Мрънков     | председател на тричленна комисия                      |
| 17 | 1917                  | Кръстьо Табаков   | член на тричленна комисия                             |
| 18 | 1917                  | Рашко Налбантов   | член на тричленна комисия                             |
| 19 | 1917 – 1918           | Петко Мрънков     | председател на тричленна комисия                      |
| 20 | 1918                  | Вельо Духлеков    | член на тричленна комисия                             |
| 21 | 1918                  | Атанас Кофарджиев | кмет                                                  |
| 22 | 1918                  | Вельо Духлеков    | председател на тричленна комисия                      |
| 23 | 1919                  | Иван Шулев        | член на тричленна комисия                             |
| 24 | 1919                  | Иван Рашков       | кмет, първи мандат                                    |
| 25 | 1919 – 1920           | Иван Шулев        | председател на тричленна комисия                      |
| 26 | 1921 – 1925           | Иван Рашков       | кмет, втори мандат, убит на 24 март 1944              |
| 27 | 1926                  | Иван Шулев        | председател на тричленна комисия                      |
| 28 | 1926                  | Петко Тороманов   | член на тричленна комисия                             |
| 29 | 1926                  | Костадин Шушулов  | кмет                                                  |
| 30 | 1927                  | Димитър Бончев    | кмет                                                  |
| 31 | 1928 – 1929           | Рашко Джуров      | кмет                                                  |
| 32 | 1930 – 1932           | Филип Фингаров    | кмет                                                  |
| 33 | 1932 – 1934           | Цанчо Дебелянов   | кмет, първи мандат                                    |
| 34 | 1934 – 1938           | Михаил Ванков     | кмет                                                  |
| 35 | 1939 – 1940           | Вельо Дебелянов   | кмет                                                  |
| 36 | 1940 – 1944           | Цанчо Дебелянов   | кмет, втори мандат, убит на 24 март 1944              |
| 37 | 1944                  | Ангел Ганчев      | кмет                                                  |
| 38 | 1944 – 1945           | Райо Тумангелов   | председател на Градски Народен Съвет                  |
| 39 | 1945 – 1946           | Атанас Лютов      | председател на Градски Народен Съвет                  |
| 40 | 1947 – 1952           | Драгоя Татарлиев  | председател на Градски Народен Съвет, първи мандат    |
| 41 | 1952 – 1955           | Стефан Каменаров  | председател на Градски Народен Съвет                  |
| 42 | 1955 – 1957           | Динчо Будаков     | председател на Градски Народен Съвет, първи мандат    |
| 43 | 1957 – 1963           | Яко Атанасов      | председател на Градски Народен Съвет, първи мандат    |
| 44 | 1963 – 1964           | Динчо Будаков     | председател на Градски Народен Съвет, втори мандат    |
| 45 | 1964 – 1967           | Яко Атанасов      | председател на Градски Народен Съвет, втори мандат    |
| 46 | 1967 – 1970           | Петко Галинов     | председател на Градски Народен Съвет                  |
| 47 | 1970 – 1981           | Кунка Каменарова  | председател на Градски Народен Съвет                  |
| 48 | 1981 – 1985           | Драгоя Татарлиев  | председател на Градски Народен Съвет, втори мандат    |
| 49 | 1985 – 1991           | Николай Василев   | председател на Градски Народен Съвет                  |
| 50 | 1991 – 1994           | Драгоя Татарлиев  | кмет, трети мандат, пенсионира се по време на мандата |
| 51 | 1994 – 1995           | Недельо Меслеков  | кмет, два мандата                                     |
| 52 | 1995 – 1999           | Рашко Христов     | кмет, два мандата                                     |
| 53 | 1999 – 2003           | Иван Кесяков      | кмет, първи мандат                                    |
| 54 | 2003 – 2007           | Никола Каменаров  | кмет                                                  |
| 55 | 2007 – 2011           | Любомир Цеков     | кмет                                                  |
| 56 | 2011 – 2014           | Иван Кесяков      | кмет, втори мандат, починал на поста                  |
| 57 | 2014 – 2015           | Генчо Герданов    | кмет, първи мандат                                    |
| 58 | 2015 – 2019           | Генчо Герданов    | кмет, втори мандат                                    |
| 59 | 2019 – 2023           | Бойка Дюлгярова   | кмет                                                  |
| 60 | 2023                  | Мария Тороманова  | кмет, настоящ                                         |